# Нибелунгиди
Нибелунгиди (на френски: Nibelungides ou Nivelonides) са благороднически род от франкски произход, странична линия на Арнулфингите.
Родоначалник на рода е Хилдебранд I (ок.690—751), малкият син на майордом Пипин Ерсталски от Алпаида (Халпаида), и роден брат (или полубрат) на майордом Карл Мартел. Той е бил dux, херцог на Прованс, граф в Бургундия. Той е чичо на Пипин III.
По името на сина на Хилдебранд, Нибелунг I (* 705/720; † 768), сеньор на Пераса и Божи, родът получил своето название.
Потомците на Хилдебранд I били графове на Отен, Макон, Шалон, Амен, Вексен, Валуа.
- Нибелунг I († 770-786), франкски граф, сеньор на Пераса и Божи
- Хилдебранд II (* ок. 760/770, † сл. 796), сеньор на Пераса и Божи, 796 missus dominici a l'Autunois, син на Нибелунг I
- Нибелунг II, (* 750/760, † сл. 805), сеньор на Пераса и Божи, граф na Есбе, граф на Мадри, син на Нибелунг I
- Хилдебранд III († убит 827-836), граф на Отен 796-815, син на Хилдебранд II
- Теодеберт от Мадри († сл. 822), граф на Мадри 802—822, син на Хилдебранд II
  - Рингарт (Хрингард), 822 се омъжва за крал Пипин I (* 797, † 838, крал на Аквитания 817-838), вторият син на император Лудвиг Благочестиви. Майка на крал Пипин II (Аквитания)
- Нибелунг III († сл. 818), граф 818, син на Хилдебранд II
- Теобалд, граф на Мадри ∞ NN, дъщеря на граф Рутперт II във Вормс- и Оберрейнгау († 807) (Робертини)
- Хериберт I (* 850, † 900/907) 886/898 граф на Соасон
- Нибелунг IV ((† сл. 879), граф на Вексен, наместник на Авалон, син на Нибелунг III
- Теодорик I Нибелунг (VII) († ок. 877), 876 граф на Вермандоа, син на Нибелунг III
  - дъщеря, дъщеря на Теодорик I от Вермандоа, омъжва се за граф Пипин I, граф на Вермандоа, син на Бернард крал на Италия